# Henry Roussel
Henry Roussel (17 de noviembre de 1875 – 13 de febrero de 1946) fue un actor, director y guionista cinematográfico de nacionalidad francesa.

## Biografía
Su nombre completo era Henri Léon Roussel, aunque en los créditos cinematográficos también aparecía bajo los nombres de Henri Roussel, Henry Roussell o Henri Roussell.
Nacido en París, Francia, en un principio fue actor teatral, formando parte del elenco del Teatro Mijáilovski de San Petersburgo. Henry Roussel debutó en el cine como actor en 1912, trabajando sobre todo en el período del cine mudo en cortometrajes de Maurice Tourneur. Tras la llegada del cine sonoro actuó en algunos títulos más, interpretando el último en 1939. 
A partir de 1913 fue también director, dirigiendo una veintena de filmes, mayoritariamente franceses, más tres cintas alemanas o en coproducción. En un principio eran cintas mudas, dirigiendo después producciones sonoras hasta el año 1937, escribiendo el guion en algunas de ellas. Fue responsable de la dirección de dos adaptaciones al cine en 1924 y 1932 de una historia muy conocida, Violettes impériales. 
Henry Roussel falleció en París en 1946.

## Filmografía

### Como actor
- 1912 : L'Agence Cacahouète, de Roger Lion (corto)
- 1912 : Jean la Poudre, de Maurice Tourneur y Émile Chautard (corto)
- 1913 : La Bergère d'Ivry, de Maurice Tourneur (corto)
- 1913 : Trompe-la-Mort, de Charles Krauss (corto)
- 1913 : Sœurette, de Maurice Tourneur (corto)
- 1913 : Les Gaîtés de l'escadron, de Joseph Faivre y Maurice Tourneur (corto)
- 1913 : Une cause célèbre (corto)
- 1913 : Le Dernier pardon, de Maurice Tourneur
- 1913 : Le Camée, de Maurice Tourneur (corto)
- 1913 : La Marseillaise, de Émile Chautard (corto)
- 1913 : L'Aiglon, de Émile Chautard
- 1913 : La Dame de Monsoreau, de Maurice Tourneur
- 1913 : Mathilde, de Émile Chautard (corto)
- 1913 : Autour d'un testament, de Émile Chautard (corto)
- 1913 : Le Système du docteur Goudron et du professeur Plume, de Maurice Tourneur (corto)
- 1914 : Figures de cire, de Maurice Tourneur (corto)
- 1914 : Monsieur Lecoq, de Maurice Tourneur (corto)
- 1914 : L'Affaire d'Orcival, de Gérard Bourgeois
- 1914 : La Dame blonde, de Charles Maudru (corto)
- 1914 : Le Friquet, de Maurice Tourneur (corto)
- 1914 : Le Puits mitoyen, de Maurice Tourneur (corto)
- 1914 : Le Corso rouge, de Maurice Tourneur (corto)
- 1915 : À qui la femme ?, de Roger Lion (corto)
- 1915 : La Retraite, de Joseph Pinchon
- 1916 : Vengeance diabolique, de Charles Maudru (corto)
- 1916 : Léda (corto)
- 1916 : La Maison sans enfant (corto)
- 1916 : L'Hallali, de Jacques de Baroncelli
- 1916 : L'Affaire du Grand-Théâtre, de Henri Pouctal (corto)
- 1916 : La Désolation (corto)
- 1916 : L'Apache d'amour (corto)
- 1916 : Pardon glorieux, de Gaston Leprieur
- 1916 : Sous la menace, de André Hugon
- 1916 : Le Médecin des enfants, de Georges Denola (corto)
- 1916 : C'est pour les orphelins, de Louis Feuillade
- 1917 : La P'tite du sixième, de René Hervil y Louis Mercanton
- 1917 : Renoncement, de Charles Maudru
- 1917 : Les Frères corses, de André Antoine
- 1917 : L'Imprévu, de Léonce Perret
- 1917 : Le Torrent, de René Hervil y Louis Mercanton
- 1918 Son aventure, de René Hervil
- 1920 : Gosse de riche, de Charles Burguet
- 1929 : Les Nouveaux Messieurs, de Jacques Feyder
- 1929 : Ça aussi, c'est Paris !, de Antoine Mourre (corto)
- 1932 : Les Gaietés de l'escadron, de Maurice Tourneur
- 1933 : Idylle au Caire, de Claude Heymann y Reinhold Schünzel
- 1934 : Vers l'abîme, de Hans Steinhoff y Serge Veber
- 1935 : Vogue, mon cœur, de Jacques Daroy (+ director artístico)
- 1935 : Le Billet de mille, de Marc Didier
- 1935 : L'École des cocottes, de Pierre Colombier
- 1935 : Le Bébé de l'escadron, de René Sti
- 1936 : Valse éternelle, de Max Neufeld
- 1938 : La Bête humaine, de Jean Renoir
- 1938 : Café de Paris, de Georges Lacombe y Yves Mirande
- 1939 : Deuxième bureau contre Kommandantur, de Robert Bibal y René Jayet

### Como director
(+ otras funciones)

#### Cine mudo
- 1913 : Les Enfants du capitaine Grant (codirigido por Victorin Jasset y Joseph Faivre)
- 1916 : La Femme blonde (corto)
- 1917 : Un homme passa (corto)
- 1918 : L'Âme du bronze, con Harry Baur
- 1919 : La Faute d'Odette Maréchal, con Jean Toulout (+ guionista)
- 1929 : Visages violés, âmes closes, con Alice Field
- 1922 : La Vérité
- 1923 : Les Opprimés, con Raquel Meller, André Roanne (+ guionista)
- 1924 : Violettes impériales, con Suzanne Bianchetti, Raquel Meller, André Roanne (+ guionista)
- 1925 : La Terre promise, con Pierre Blanchar, Raquel Meller, Max Maxudian, André Roanne
- 1925 : Destinée, con Pierre Batcheff (+ guionista)
- 1927 : Une java, con Jean Angelo
- 1927 : L'Île enchantée
- 1928 : La Valse de l'adieu, con Marie Bell, Pierre Blanchar
- 1929 : Paris-Girls, con Jeanne Brindeau (+ guionista)
- 1929 : La Barcarolle d'amour (codirigida por Carl Froelich), con Charles Boyer, Annabella, Jim Gérald
- 1929 : Die Nacht gehört uns (codirigida por Carl Froelich), con Hans Albers

#### Cine sonoro
- 1930 : La nuit est à nous (codirigida por Carl Froelich y Roger Lion), con Marie Bell, Jean Murat (+ actor)
- 1931 : Atout cœur, con Florelle, Jean Angelo, Saturnin Fabre, Raymond Cordy
- 1932 : Violettes impériales, con Suzanne Bianchetti, Raquel Meller, Georges Péclet
- 1932 : La Fleur d'oranger, con André Lefaur, André Alerme (+ guionista)
- 1934 : Arlette et ses papas, con Max Dearly, Jules Berry, Renée Saint-Cyr (+ adaptación)
- 1937 : L'amour veille, con Henri Garat, Jacqueline Francell, Gabrielle Dorziat, Alice Field (+ guionista)

## Teatro
Actor
- 1905 : Don Quichotte, de Jean Richepin, Comédie-Française
- 1906 : La Griffe, de Henri Bernstein, Teatro de la Renaissance
- 1907 : Samson, de Henri Bernstein, Teatro de la Renaissance
- 1907 : Marion Delorme, de Victor Hugo, Comédie-Française
- 1908 : Le Lys, de Gaston Leroux, Teatro du Vaudeville
- 1912 : L'Enjôleuse, de Xavier Roux y Maurice Sergine, Teatro Femina
- 1913 : Les Éclaireuses, de Maurice Donnay, Teatro Marigny
- 1913 : Le Secret, de Henry Bernstein, con Simone Le Bargy, Claude Garry, Victor Boucher, Théâtre des Bouffes-Parisiens
- 1914 : Le destin est maître, de Paul Hervieu, Teatro de la Porte Saint-Martin
- 1920 : Romeo y Julieta, de William Shakespeare, Comédie-Française
- 1920 : La Mort enchaînée, de Maurice Magre, Comédie-Française
- 1920 : Les Deux Écoles, de Alfred Capus, Comédie-Française
- 1921 : Un enemigo del pueblo, de Henrik Ibsen, Comédie-Française
- 1921 : Les Fâcheux, de Molière, Comédie-Française
- 1922 : Marion Delorme, de Victor Hugo, Comédie-Française